# Fengquan
Der Stadtbezirk Fengquan (chinesisch 凤泉区, Pinyin Fèngquán Qū) gehört zum Verwaltungsgebiet der bezirksfreien Stadt Xinxiang in der chinesischen Provinz Henan. Er hat eine Fläche von 116 km² und zählt 158.400 Einwohner (Stand: Ende 2018).

## Administrative Gliederung
Auf Gemeindeebene setzt sich der Stadtbezirk aus zwei Straßenvierteln, einer Großgemeinde und zwei Gemeinden zusammen. 